# Gemeinde Kozje

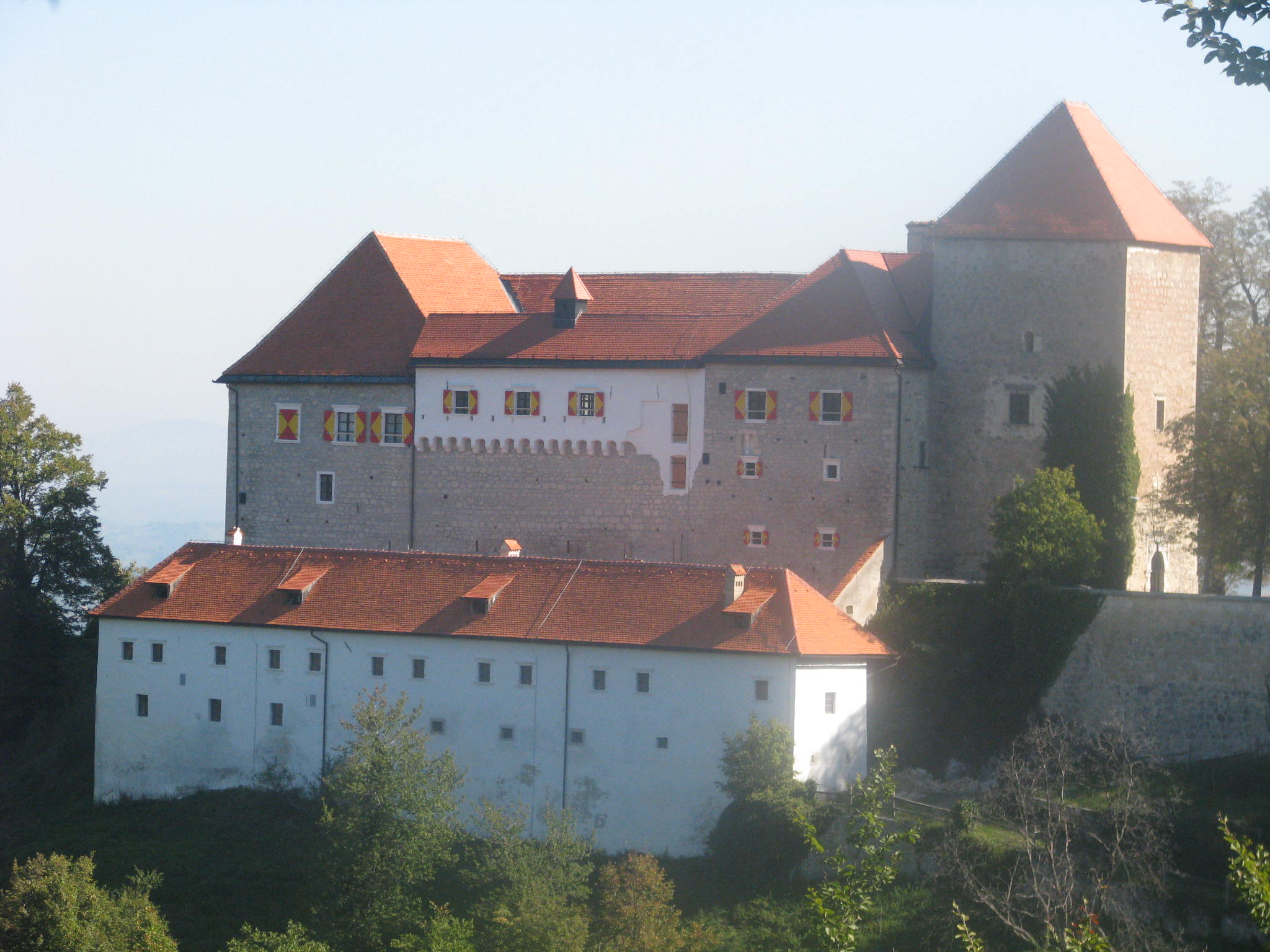
Burg Podsreda/Drachenburg

Die Gemeinde Kozje (deutsch Drachenburg) ist eine Gemeinde in der Region Savinjska in Slowenien. Sie liegt in der historischen Landschaft Spodnja Štajerska (Untersteiermark).
Benannt ist sie nach dem Hauptort Kozje.

## Lage
Die aus 23 Ortschaften und Weilern bestehende Gemeinde liegt nahe der Grenze zu Kroatien. Die mächtige Burg Podsreda ist das Wahrzeichen der Gemeinde Kozje und liegt in der gleichnamigen Ortschaft Podsreda. Als Castrum Herberch wurde es 1213 erstmals erwähnt.

## Ortschaften
In Klammern: Die bis 1918 gebräuchlichen, deutschsprachigen Ortsbezeichnungen.
- Bistrica (dt. Feistritz bei Drachenburg)
- Buče (dt. Fautsch)
- Dobležiče (dt. Dobleschitz)
- Drensko Rebro (dt. Drenskireber)
- Gorjane (dt. Gorjane)
- Gradišče (dt. Gradische)
- Gubno (dt. Gaun)
- Ješovec pri Kozjem (dt. Weschabitzberg)
- Klake (dt. Klagken)
- Kozje  (dt. Drachenburg)
- Lesično (dt. Fuchsdorf in der Steiermark)
- Ortnice  (dt. Milanberg)
- Osredek pri Podsredi (dt. Oßredegg)
- Pilštanj (dt. Peilenstein)
- Podsreda (dt. Hörberg)
- Poklek pri Podsredi (dt. Poklegg)
- Topolovo (dt. Topollau)
- Vetrnik (dt. Wieternigk)
- Vojsko (dt. Widenberg)
- Vrenska Gorca (dt. Rabensbach)
- Zagorje (dt. Geirach)
- Zdole (dt. Tal)
- Zeče pri Bučah (dt. Hasental)

## Sehenswürdigkeiten
- Burg Podsreda[3]
- Kozjansko Regionalpark[4]

## Nachbargemeinden
|                | Šentjur, Podčetrtek                         |                               |
| Šentjur, Krško | Kompassrose, die auf Nachbargemeinden zeigt | Podčetrtek, Bistrica ob Sotli |
| Brežice        | Brežice                                     |                               |

## Geschichte
Auf dem Gemeindegebiet wurden zwei Massengräber aus der Zeit des Zweiten Weltkriegs gefunden, und zwar in der Ortschaft Drensko Rebro.